# Tiphobiosis kleinpastei
Tiphobiosis kleinpastei là một loài Trichoptera trong họ Hydrobiosidae. Chúng phân bố ở miền Australasia.